# 이단지명
《이단지명》은 중국에서 2019년 1월 17일부터 2019년 3월 28일까지 방송되었던 TV 프로그램이다. 10개의 팀으로 나뉘어 대결하며, 최종 1위 팀은 전원이 한 팀으로 데뷔하게 된다. 남은 아홉 팀 중 최다 득표를 한 8명도 또 다른 팀으로 데뷔하게 된다.

## 스페셜 멘토
- 황샤오밍
- 가오샤오송
- 어우양펀창
- 양웨이
- 양윈
- 저우탕하오
- 후샤
- 마크
- 지아

## 최종 선발
| 순위        | 이름         | 예명   | 소속사           | 소속그룹       |
| ----------- | ------------ | ------ | ---------------- | -------------- |
| 팀 미션 1위 | 저우이쉬안   | 조이쉔 | 위에화, 前YG     | 신폭풍, 前UNIQ |
| 팀 미션 1위 | 쭝잉         |        | 圣誉文化         | 신폭풍         |
| 팀 미션 1위 | 거우천하오위 |        | 依海文化         | 신폭풍         |
| 팀 미션 1위 | 궁옌슈       |        | 年代娱乐         | 신폭풍         |
| 팀 미션 1위 | 양빙줘       |        | 1CM領譽          | 신폭풍         |
| 팀 미션 1위 | 훙웨이저     |        | 위에화           | 신폭풍         |
| 팀 미션 1위 | 쑤쉰룬       |        | 위에화           | 신폭풍         |
| 팀 미션 1위 | 장하오롄     |        | 위에화           | 신폭풍         |
| 득표 1위    | 자오핀린     |        | 쿠양             | Black ACE      |
| 득표 2위    | 양통         |        | 베이징, 쿠양     | Black ACE      |
| 득표 3위    | 샹전보       | 나이차 | 쿠양             | Black ACE      |
| 득표 4위    | 라이위저     | AJ     | 완바오, 쿠양     | Black ACE      |
| 득표 5위    | 티엔슈천     |        | 쿠양             | Black ACE      |
| 득표 6위    | 왕디         |        | OACA, 쿠양       | Black ACE      |
| 득표 7위    | 천슌         |        | 씽위에셩허, 쿠양 | Black ACE      |
| 득표 8위    | 룽훙하오     |        | 쿠양             | Black ACE      |